# Taubenpreskeln
Taubenpreskeln ist seit dem 1. Juli 1950 ein Stadtteil der Stadt Gera in Thüringen.

## Geographie
Der Ort liegt östlich der Weißen Elster im Südosten der Stadt Gera, Alt-Taubenpreskeln auf der Anhöhe Büchsenberg, Neu-Taubenpreskeln am Fuße des Büchsenberges und des Zoitzberges an der Weißen Elster.

## Geschichte

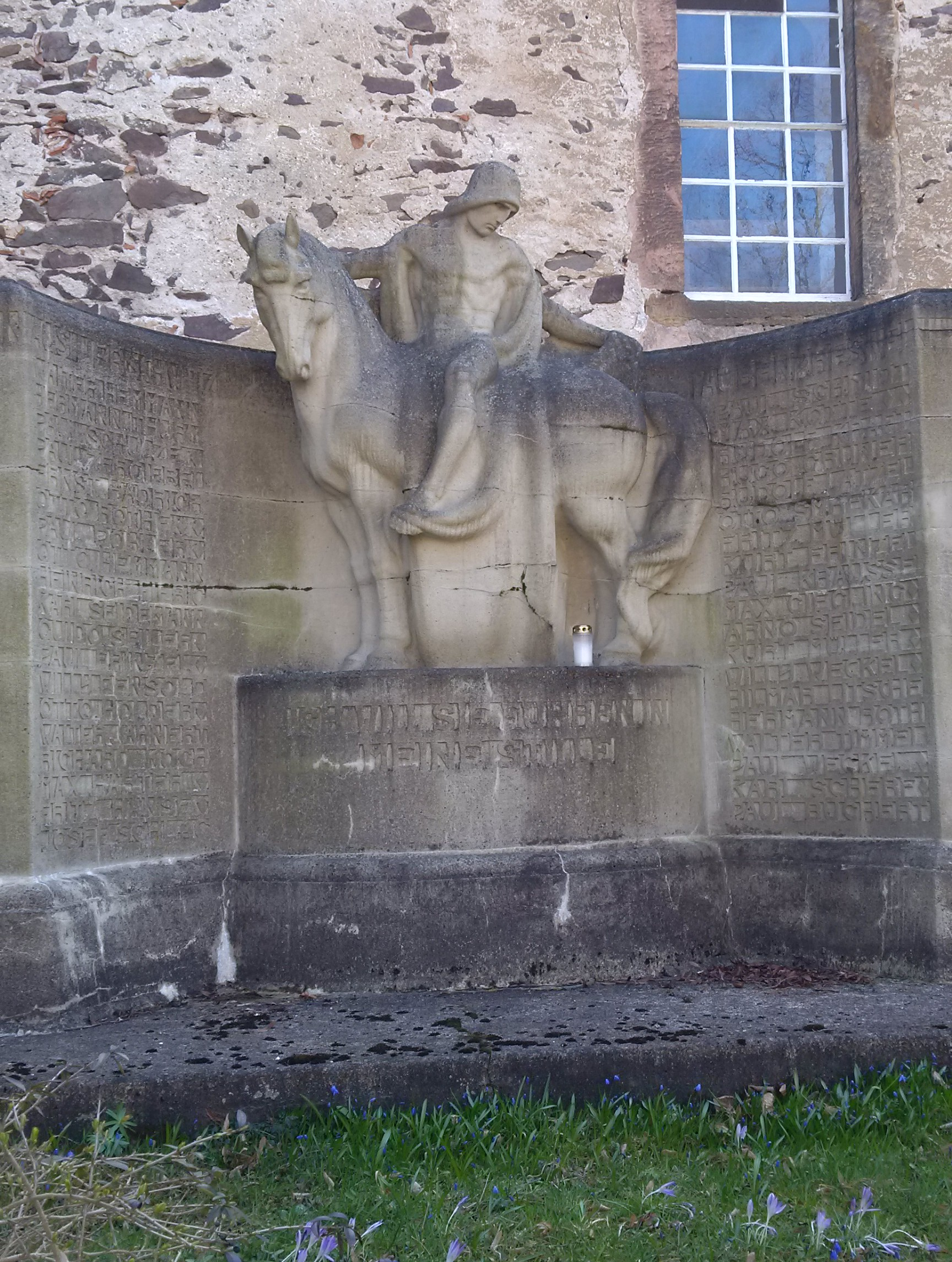
Gefallenendenkmal auf dem Friedhof Taubenpreskeln, Lisa Simcik-Kroemer, 1920/21

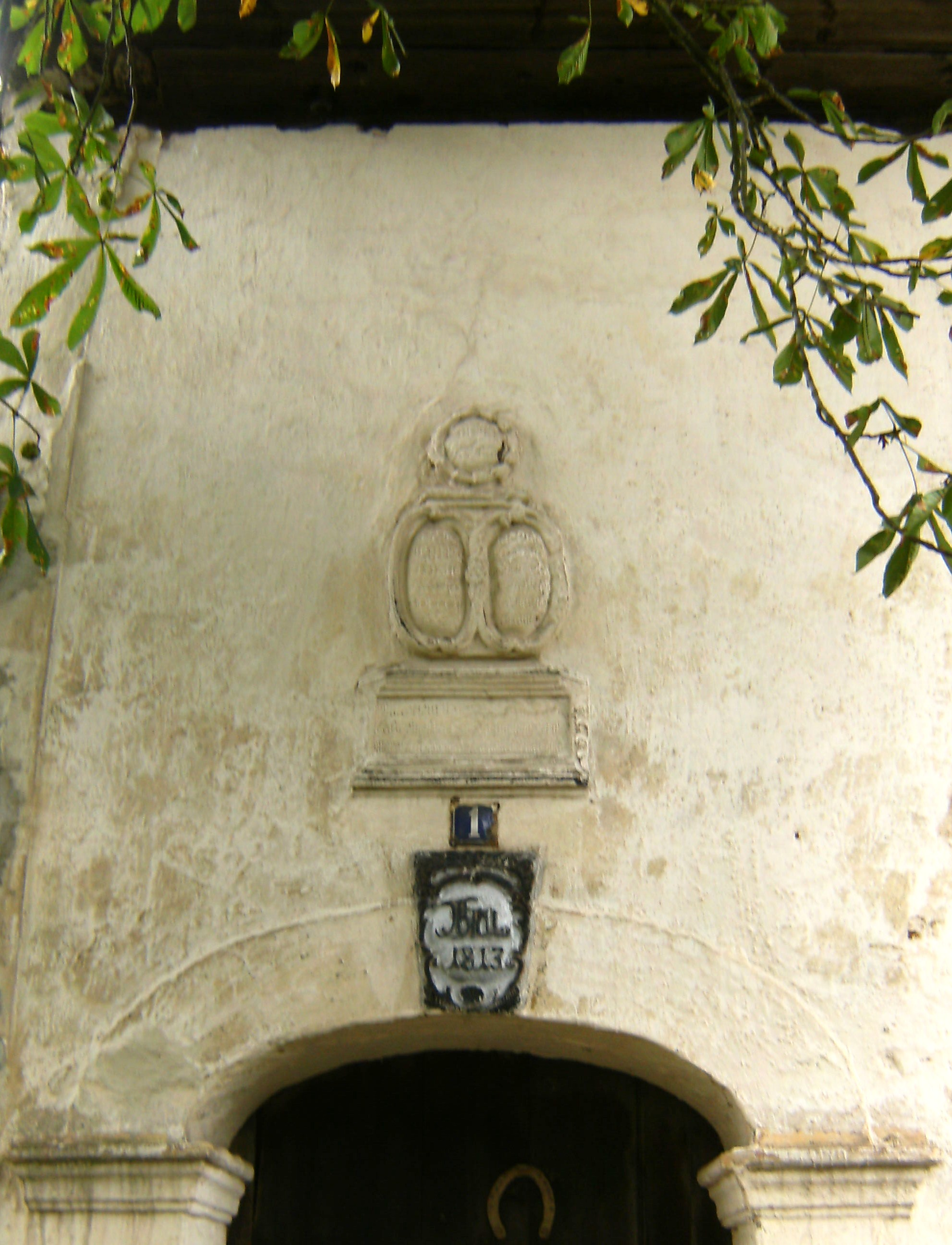
Bildmotiv über einem alten Hofportal

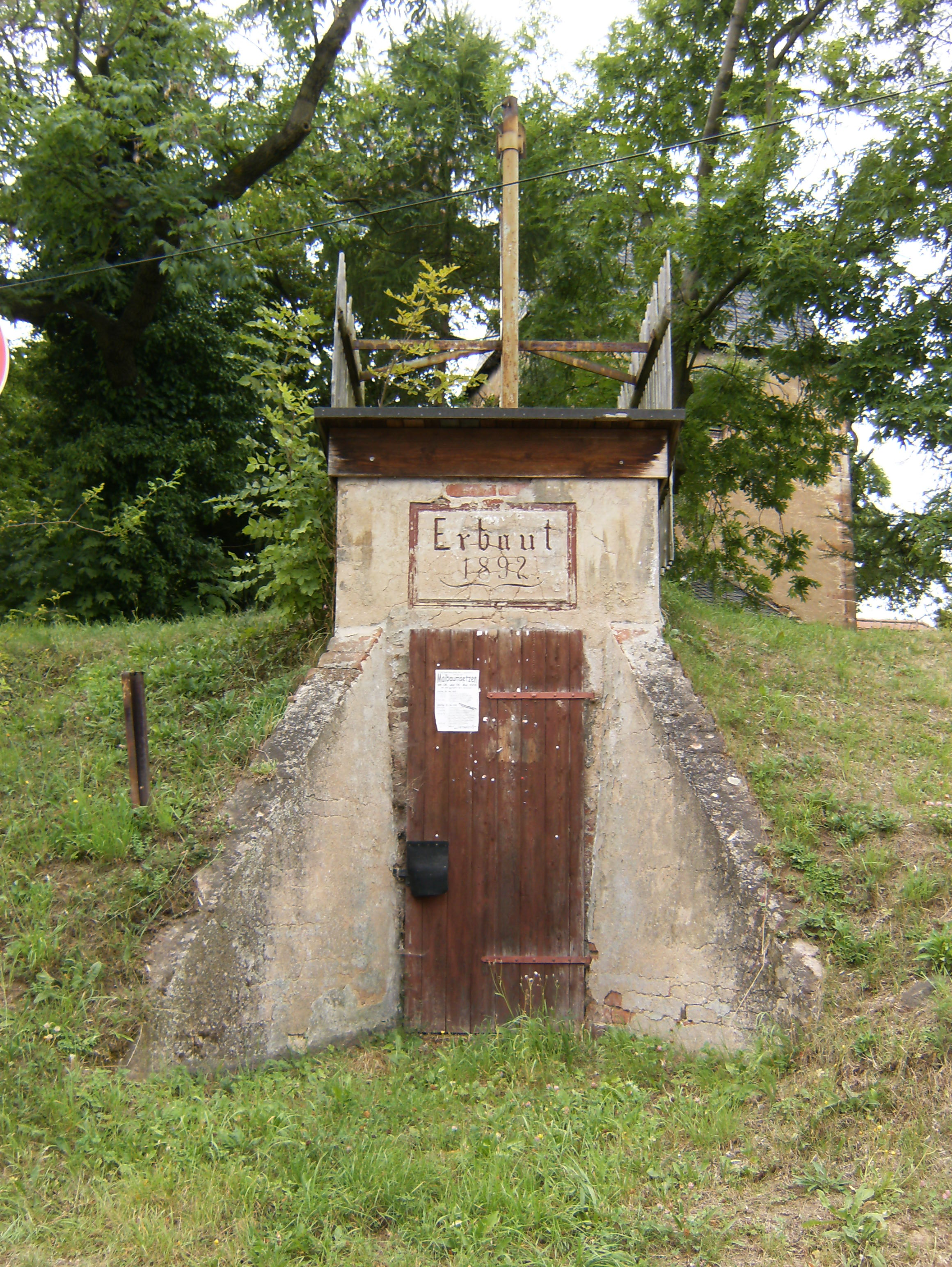
Das 1892 erbaute windradbetriebene Wasserhebewerk

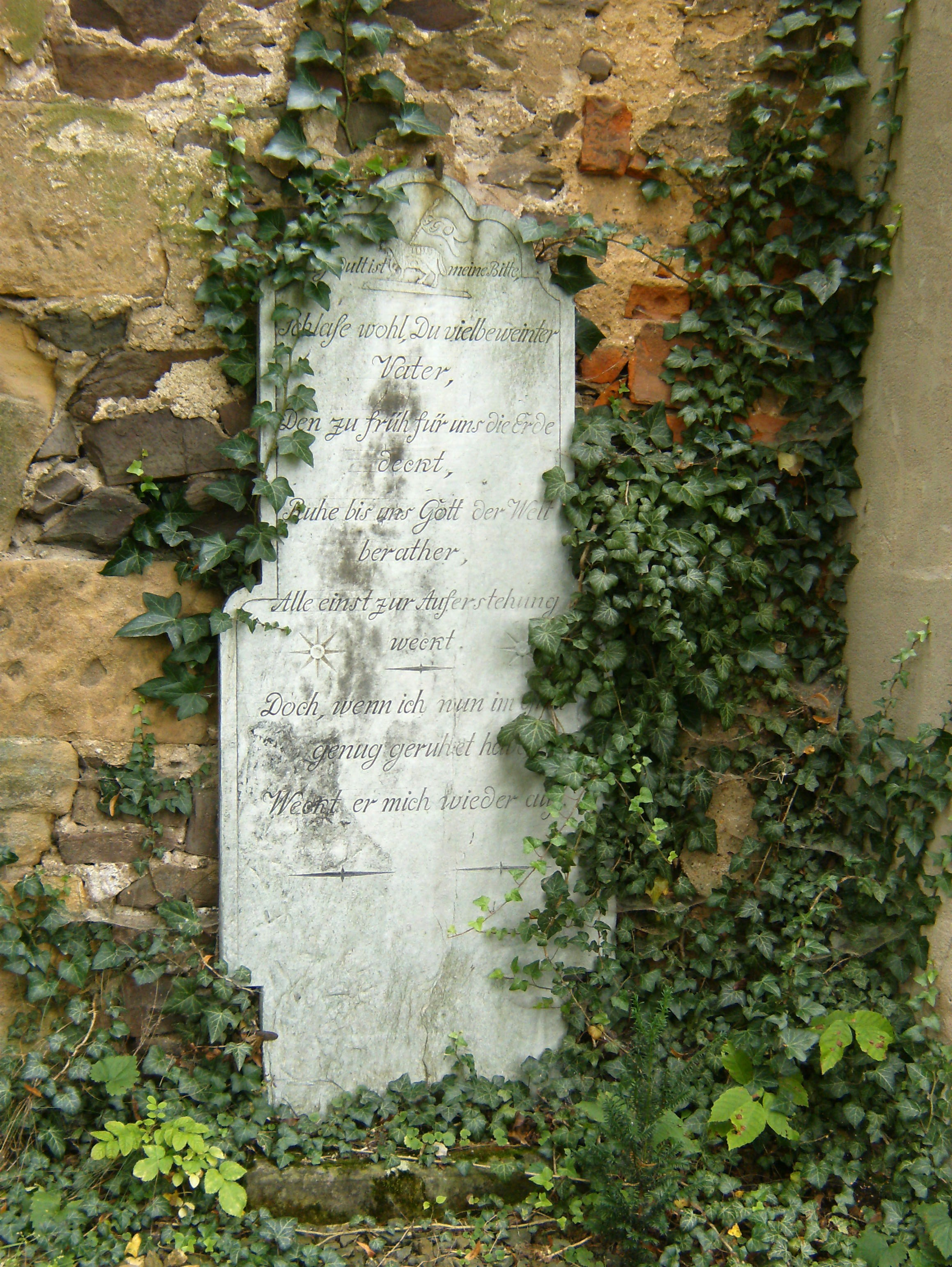
Ein Grabdenkmal an der Kirche

Alte Funde am Zoitzberg weisen bereits auf eine frühe Siedlung um 30.000 v. Chr. und damit auf eine der frühesten Siedlungsstätten dieser Region hin.
Urkundlich erstmals am 11. Februar 1362 als Prosklin (1411 als Proskelin) erwähnt wurde das Rittergut Taubenpreskeln zusammen mit Ober- und Unterröppisch sowie Kaimberg bei der Verleihung einer Leibrente für die Nonne Sophie Ulrich im Kloster Cronschwitz; 1554 wird es in einer Urkunde des Bistums Naumburg als sächsische Enklave verbrieft. Der Ort gehörte gemeinsam mit Liebschwitz, Lietzsch, Lengefeld und Niebra vom 16. Jahrhundert bis 1928 zur sächsischen Enklave Liebschwitz (Ziegenhierdsches Ländchen). Es unterstand der Erbgerichtsbarkeit des Rittergutes Liebschwitz. Damals verlief noch die alte Salzstraße von Pforten über Taubenpreskeln nach Liebschwitz, sie wird Anfang des 19. Jahrhunderts ins Elstertal verlegt, was zu einer neuen im Tal gelegenen Erweiterungsansiedlung Neu-Taubenpreskeln führte. Zuständiger Schulort über die Jahrhunderte war Liebschwitz.
1892 wurde eine windradbetriebene Wasserleitung in Taubenpreskeln errichtet, 2014 wurde diese abgerissen.
Die Novemberrevolution von 1918 forderte im Ort 26 Tote; gleichzeitig bedeutete sie das Aus für die feudalistische Herrschaft Sachsen-Altenburg wie auch für alle deutschen Feudalstaaten.
1923 wurden durch den Geraer Naturkundler Bruno Brause Spuren einer Feuersteinwerkstätte auf dem Zoitzberg aus der Zeit ca. 30.000 Jahre v. Chr. entdeckt; ab 1930 begann eine umfangreiche Untersuchung und Dokumentation der Fundstätte.
Mit der Übersiedlung der Maschinenfabrik Moritz Jahr aus der Geraer Neustadt, einem damals sehr renommierten Maschinenhersteller für Appretur, Bleicherei, Färberei und Dampfwäscherei, entstanden im Ort in größerem Umfang industrielle Arbeitsplätze.
Am 1. April 1928 kam die bisherige sächsische Exklave um Liebschwitz und Taubenpreskeln zum Land Thüringen. Von 1940 bis 1945 kam es zu etlichen Luftangriffen auf Taubenpreskeln, insbesondere auf Neu-Taubenpreskeln und die Fabrikanlagen der Maschinenfabrik Moritz Jahr.

## Sehenswürdigkeiten
Die vor der Reformation ohne besondere Stilrichtung erbaute Wehrkirche mit bemerkenswerter Holzbalkendecke und Schießscharten im Turm bildet im Grundriss ein Viereck und besitzt ein breites Satteldach. 1889 wurde sie weitreichend umgebaut, die Ausstattung um die Kanzelbilder und das Himmelfahrtsbild über dem Altar ergänzt. Der Einbau der Orgel erfolgte im Jahr 1878 durch den Orgelbaumeister Förtsch aus Blankenhain. Nach umfassender Sanierung wurde die Kirche am 24. September 2000 neu konsekriert. Die Kirche war ursprünglich eine mit Wall und Graben befestigte Wehrkirchenanlage, evtl. auch auf den Überresten einer frühen Wallburg erbaut.
Das Kriegerdenkmal für die Gefallenen des Ersten Weltkrieges Ich will sie führen in meine Stille schuf die Geraer Bildhauerin Lisa Simcik-Kroemer 1920/1921. Es wurde am 30. April 1921 eingeweiht und ist vergleichbar mit dem von der Künstlerin geschaffenen Kriegerdenkmal im Wald von Großaga.

## Politik
Taubenpreskeln hat keine Ortsteilverfassung, somit auch keinen Ortsteilrat und keinen Ortsteilbürgermeister.

## Entwicklung der Einwohnerzahl
| Jahr      | 1820 | 1880 | 1939 | 2008 |
| Einwohner | 80   | 449  | 1213 | 803  |

## Verkehr
- ÖPNV-Anschluss besteht mit den Buslinien 16 und 18 und der Straßenbahnlinie 1 der Verkehrs- und Betriebsgesellschaft Gera an der Wendeschleife in Zwötzen.
- Nächstgelegener Bahnhof ist Gera-Zwötzen. Mit der Verlegung des Schienenverkehrs des Abschnitts Gera Süd–Wolfsgefärth der Elstertalbahn auf die parallel verlaufende Bahnstrecke Leipzig–Probstzella wurde der Bahnhof Gera-Liebschwitz am 24. Oktober 2016 außer Betrieb genommen.
- Am 12. Februar 1998 wurde die Straße von Alt-Taubenpreskeln nach Liebschwitz nach der alten Flurbezeichnung Der Iltis in Am Iltis benannt.

## Kultur
- Freiwillige Feuerwehr, gegründet 1930.
- Maibaumkomitee Alt-Taubenpreskeln.
- Landfrauenverein Kauern/Taubenpreskeln.

## Bildung
Zuständige Grundschule ist die in Zwötzen gelegene Grundschule 9 Zwötzener Schule. Die nächstgelegene Regelschule ist die Staatliche Regelschule 4 in Lusan.

## Persönlichkeiten
- Karl Weschke (* 1925 in Taubenpreskeln; † 2005 in Hayle/Cornwall), deutsch-britischer Maler, Ehrenbürger der Stadt Gera.